# 盛岡市立杜陵小学校
盛岡市立杜陵小学校（もりおかしりつ とりょうしょうがっこう）は、岩手県盛岡市肴町にある公立小学校。

## 概要
学校は市内の中心に位置し、鮭が遡上する中津川と、南部藩の歴史が刻まれ、樹木や花々が四季を彩る岩手公園を目前にしている。

## 沿革
- 1928年（昭和3年） 3月 - 杜陵尋常小学校として創立
- 1947年（昭和22年） 4月 - 学制改革に伴い、盛岡市立杜陵小学校と改称

## 学校行事
- 4月 - 1学期始業式、入学式、ことばの教室入級式、授業参観
- 5月 - 児童総会、区界林間学校 、運動会
- 6月 - 修学旅行、スポーツ集会、郷土読本音読発表会
- 7月 - 盛岡市陸上記録会、こずかた学習会、1学期終業式、盛岡市水泳記録会
- 8月 - 2学期始業式、授業参観
- 9月 - バス郷土学習、こずかた学習会、盛岡市球技大会
- 10月 - 就学時検診、なかよし岩手公園、こずかた学習会
- 11月 - 学習発表会、盛岡市連合音楽会、盛岡市ジュニアバンドフェスティバル
- 12月 - 道徳公開講座、2学期終業式
- 1月 - 3学期始業式
- 2月 - スケート教室、入学説明会、授業参観
- 3月 - 修了式、卒業式

## 通学区域
- 盛岡市
  - 内丸の一部[1]
  - 大通一丁目
  - 菜園一丁目
  - 大沢川原一丁目の一部
  - 肴町
  - 下ノ橋町
  - 馬場町
  - 清水町
  - 南大通一丁目の一部、二丁目の一部

## 著名な出身者
- 内舘茂 - 盛岡市長